# Bahnhof Chelles-Gournay
Der Bahnhof Chelles-Gournay liegt an der Eisenbahnstrecke Noisy-le-Sec–Strasbourg. Er befindet sich auf dem Gebiet der Gemeinde Chelles im Département Seine-et-Marne.  
Der Bahnhof wird heute von der französischen Eisenbahngesellschaft Société nationale des chemins de fer français (SNCF) betrieben. Hier halten Züge der Linie E des Nahverkehrsnetzes Réseau express régional d’Île-de-France (RER) (ligne E) und Züge der Linie P des Transiliennetzes.

## Lage
Chelles-Gournay liegt am Kilometerstein 18,310 der Eisenbahnstrecke Noisy-le-Sec – Strasbourg-Ville. 

## Geschichte

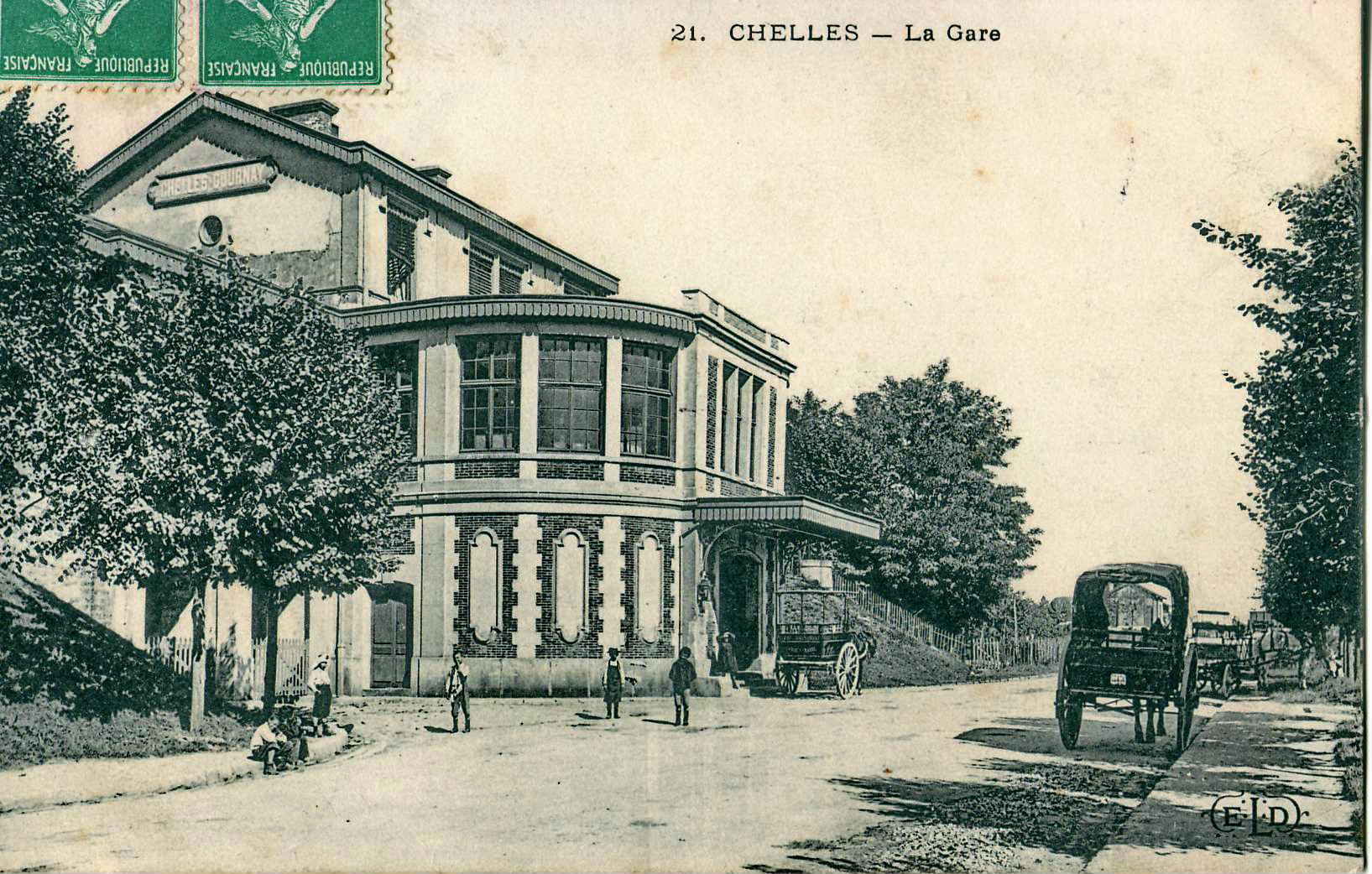
Der Bahnhof Chelles zu Beginn des 20. Jahrhunderts

Der Bahnhof wurde am 5. Juli 1849, gleichzeitig mit der Inbetriebnahme des Streckenabschnitts Paris–Meaux der späteren Strecke Paris–Strasbourg, eröffnet. Betreiber war zunächst die Compagnie du chemin de fer de Paris à Strasbourg, die 1854 in der Compagnie des chemins de fer de l’Est (EST) aufging.
Wie alle Bahnhöfe dieses Abschnitts besaß Chelles zunächst nur ein hölzernes Bahnhofsgebäude, welches 1847 durch einen Steinbau ersetzt und seitdem mehrfach umgebaut wurde. Seit 1857 trägt der Bahnhof den jetzigen Namen Chelles-Gournay.
Seit 1999 ist hier die Endstation der Linie E2 des RER. Außerdem halten die Züge der Linie P des Transilien, welche die Strecke Paris-Est–Meaux befahren.

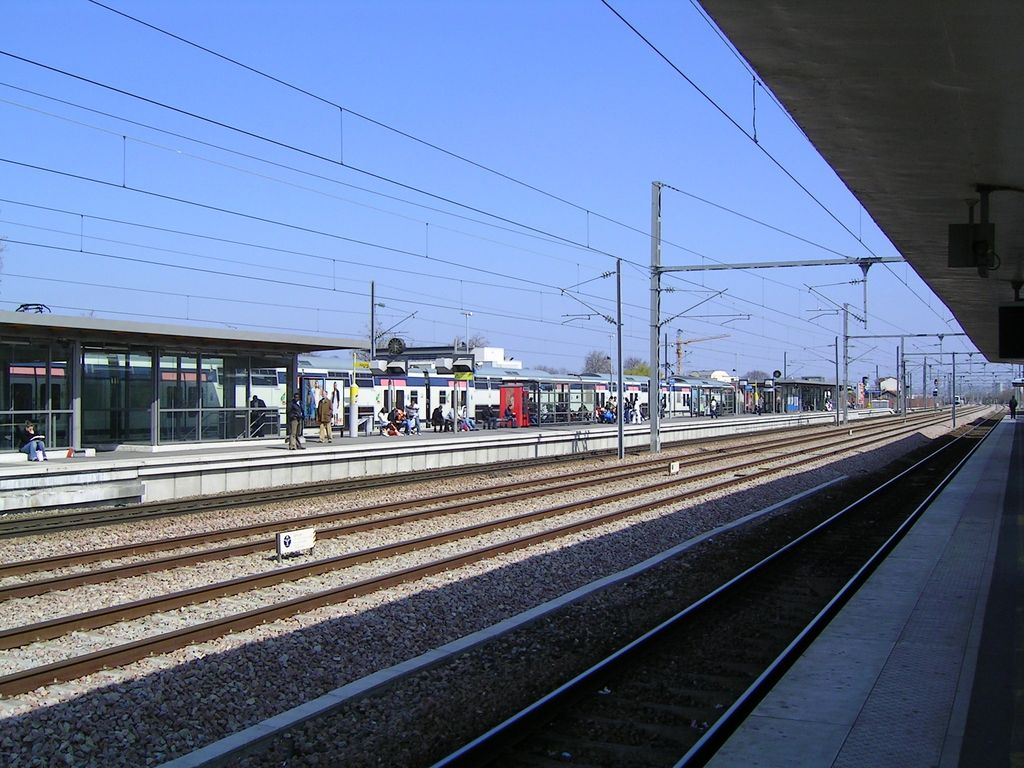
Blick vom südlichen auf den nördlichen Inselbahnsteig, dazwischen die Schienen der LGV Est

Umfangreiche Umbauten machte der Bau der Richtung Ostfrankreich verlaufenden Hochgeschwindigkeitsstrecke LGV Est européenne notwendig: Die Gleisführung wurde verändert, die Zahl der Gleise von vier auf sechs erhöht. Das mittlere Gleispaar hat keine Bahnsteige und wird von den TGV-Zügen nach Strasbourg und Süddeutschland bzw. Frankreich benutzt. Das Bahnhofsgebäude wurde neu errichtet. Die Bauarbeiten kosteten rund 32 Millionen Euro. Die Inbetriebnahme der Strecke erfolgte am 10. Juni 2007.

## Nutzung des Bahnhofs
In jeder Fahrtrichtung fahren stündlich 4 bis 8 Züge der RER-Linie E bzw. 2 bis 4 Züge der Transilien-Linie P.
2005 wurde der Bahnhof im täglich von durchschnittlich 15 000 Bahnreisenden benützt, was gegenüber 1998 eine Zunahme um 38 Prozent darstellt. In unmittelbarer Nähe des Bahnhofs befindet sich der Busbahnhof. Dieser wird von zwei RATP-Linien, zwei Noctilien-Linien und den Linien vier weiterer Busunternehmen angefahren. Hier steigen täglich 7000 Busreisende zu.

## Zukunftsplanungen

### Verlängerung der RER-Linie
Langfristig soll die Transilien-Linie nach Meaux durch die verlängerte RER-Strecke abgelöst werden. Dabei müssen natürlich zusätzliche RER-Züge eingesetzt werden, das ist aber erst nach der Verlängerung der RER-Linie E nach Westen möglich – was frühestens im Jahr 2020 der Fall sein wird. Die jetzige Endstation Haussmann – Saint-Lazare ist ein Kopfbahnhof und längst an die Grenzen ihrer Leistungsfähigkeit angekommen.

### Umsteigebahnhof zur Linie 16 des Grand Paris Express
Die Gleise der geplanten Linie 16 werden senkrecht zu den Gleisen der Eisenbahn verlaufen, allerdings in 28 m Tiefe unter der Erdoberfläche.